# Martin Stohler (Politiker, 1857)
Martin Stohler (* 5. September 1857 in Pratteln; † 11. Juli 1910 in Basel) war ein Schweizer Geometer und Politiker (Freisinn).

## Leben
Martin Stohler, Sohn eines Landwirts, liess sich am Technikum Winterthur zum Geometer ausbilden und eröffnete in Pratteln ein eigenes Büro. Neben anderem steckte er die Trassees der Waldenburgerbahn und der Birsigtalbahn aus. Zudem machte er für den Bund im Tessin topografische Aufnahmen im Hinblick auf die erste Gotthardfestung. Nebenamtlich wirkte er als Gemeindeverwalter von Pratteln und als Strassenbauinspektor im Kanton Basel-Landschaft. 1889 wurde er als Vertreter der Freisinnigen zum Baselbieter Regierungsrat gewählt, doch kehrte er bereits 1892 wegen mangelhafter Besoldung in seinen erlernten Beruf zurück. Ab 1898 war er Vorsteher des Vermessungsbüros im Kanton Basel-Stadt. Von 1906 bis 1910 war er baselstädtischer Kantonsgeometer.
Sein Sohn Hans Stohler war Lehrer, Mathematiker und Heimatkundler.